# Гуаружа
23°59′37″ пд. ш. 46°15′23″ зх. д. / 23.99361° пд. ш. 46.25639° зх. д.
Гуаружа́ (порт. Guarujá, повна назва Estância Balneária de Guarujá) — дуже урбанізований муніципалітет в бразильському штаті Сан-Паулу. Його населення в 2006 році становило 305 171 мешканців, його площа 143 км². Назва міста походить від мови Тупі.
Гуаружа розташована на острові Санту-Амару, біля узбережжя Сан-Паулу. Головною економічною активністю є туризм та діяльність порту. Гуаружа є популярним місцем відпочинку на вихідні дні мешканців Сан-Паулу, від якого сюди можна доїхати менш ніж за годину по Шосе Іммігрантів. Проте у вихідні бувають часті дорожні затори. У місті багато відомих пляжів, таких як Патангейрас, Енседа, Томбу, Пернамбуку та Іпоранга.